# Ichthyodes tricolor
Ichthyodes tricolor là một loài bọ cánh cứng trong họ Cerambycidae.